# باولو سيزار روتشا روزا
باولو سيزار روتشا روزا (بالبرتغالية: Paulo César Rocha Rosa‏) (5 يناير 1980 بساو لويز في البرازيل - ) هو لاعب كرة قدم برازيلي في مركز الهجوم. لعب مع سبورتينغ براغا وفيتوريا دي غيماريش ونادي جل فيسنتي ونادي ريو أفي ويو دي ليريا ونادي إيكاسا ونادي فيلا نوفا وMaranhão Atlético Clube ‏ وGrêmio Esportivo Inhumense ‏ ونادي سانتا كروز وClube Esportivo Aimoré ‏.

## وصلات خارجية
- باولو سيزار روتشا روزا على موقع الاتحاد الأوربي (الإنجليزية)
- باولو سيزار روتشا روزا على موقع قاعدة بيانات كرة القدم.إي يو (الإنجليزية)
- باولو سيزار روتشا روزا على موقع Soccerbase.com (لاعب) (الإنجليزية)
- باولو سيزار روتشا روزا على موقع Soccerway.com (الإنجليزية)
- باولو سيزار روتشا روزا على موقع AS.com (الإسبانية)